# Liste over norske ministerier
En liste over ministerier i Norge (på norsk departementer), opdateret 1. januar 2014.

## Nuværende ministerier
1. Arbeids- og sosialdepartementet
2. Barne-, likestillings- og inkluderingsdepartementet
3. Finansdepartementet
4. Forsvarsdepartementet
5. Helse- og omsorgsdepartementet
6. Justis- og beredskapsdepartementet
7. Klima- og miljødepartementet
8. Kommunal- og moderniseringsdepartementet
9. Kulturdepartementet
10. Kunnskapsdepartementet
11. Landbruks- og matdepartementet
12. Nærings- og fiskeridepartementet
13. Olje- og energidepartementet
14. Samferdselsdepartementet
15. Utenriksdepartementet

- Statsministerens kontor

## Nedlagte ministerier
| Navn                                                       |     | Fra  | Til  |
| ---------------------------------------------------------- | --- | ---- | ---- |
| Arbeids- og sosialdepartementet                            | ASD | 2004 | 2005 |
| Administrasjonsdepartementet                               | AD  | 1993 | 1996 |
| Arbeidsdepartementet                                       | ABD | 1885 | 1946 |
| Arbeids- og administrasjonsdepartementet                   | AAD | 1998 | 2004 |
| Barne- og familiedepartementet                             | BFD | 1991 | 2005 |
| Departementet for familie og forbrukarsaker                | DFF | 1956 | 1972 |
| Departementet for utviklingshjelp                          | DUH | 1984 | 1989 |
| Familie- og forbrukardepartementet                         | FFD | 1990 | 1990 |
| Fiskeridepartementet                                       |     | 1946 | 2004 |
| Fiskeri- og kystdepartementet                              | FKD | 2004 | 2013 |
| Forbruker- og administrasjonsdepartementet                 | FAD | 1972 | 1989 |
| Fornyings-, administrasjons- og kirkedepartementet         | FAD | 2005 | 2013 |
| Forsyningsdepartementet                                    |     | 1939 | 1942 |
| Forsynings- og gjenreisingsdepartementet                   | FSD | 1942 | 1950 |
| Handels-, sjøfarts- og industridepartementet               | HD  | 1916 | 1947 |
| Handelsdepartementet / Handels- og skipsfartsdepartementet | HD  | 1947 | 1987 |
| Helsedepartementet                                         | HD  | 2002 | 2004 |
| Indredepartementet                                         |     | 1846 | 1903 |
| Industridepartementet                                      | IND | 1947 | 1987 |
| Kirke- og kulturdepartementet                              | KKD | 1990 | 1990 |
| Kirke- og undervisningsdepartementet                       | KUD | 1814 | 1989 |
| Kirke-, utdannings- og forskingsdepartementet              | KUF | 1991 | 2001 |
| Kommunal- og arbeidsdepartementet                          | KAD | 1948 | 1989 |
| Kommunal- og arbeidsdepartementet                          | KAD | 1993 | 1997 |
| Kommunaldepartementet                                      | KOM | 1990 | 1992 |
| Kultur- og vitenskapsdepartementet                         | KVD | 1982 | 1989 |
| Kulturdepartementet                                        | KD  | 1991 | 2001 |
| Landbruksdepartementet                                     |     | 1900 | 2004 |
| Lønns- og prisdepartementet                                | LPD | 1955 | 1972 |
| Moderniseringsdepartementet                                | MOD | 2004 | 2006 |
| Næringsdepartementet                                       | ND  | 1988 | 1992 |
| Nærings- og energidepartementet                            | NOE | 1993 | 1996 |
| Nærings- og handelsdepartementet                           | NHD | 1997 | 2013 |
| Olje- og energidepartementet                               | OED | 1978 | 1992 |
| Planleggings- og samordningsdepartementet                  | PSD | 1997 | 1997 |
| Skipsfartsdepartementet                                    | SKD | 1942 | 1945 |
| Social- og industridepartementet                           |     |      |      |
| Sosialdepartementet                                        | SOS | 1913 | 1993 |
| Sosialdepartementet                                        | SOS | 2002 | 2004 |
| Sosial- og helsedepartementet                              | SHD | 1993 | 2001 |
| Utdannings- og forskningsdepartementet                     | UFD | 1990 | 1990 |
| Utdannings- og forskningsdepartementet                     | UFD | 2002 | 2006 |